# Castelo de Agost
O Castelo de Agost localiza-se no município de Agost, província de Alicante, na comunidade autônoma da Comunidade Valenciana, na Espanha.

## História
Em posição dominante em uma elevação vizinha à povoação, acredita-se que este castelo remonte à época muçulmana.
As últimas referências que se conhecem a seu respeito datam do final do século XVII, quando o castelo e seus domínios foram doados aos Cavaleiros de Vallebreras.
Actualmente quase que totalmente desaparecido, subsiste um troço das suas muralhas.